# Ρ介子
在粒子物理學中，ρ介子是一種壽命短的重子，它的同位旋三重態是由
ρ+
、
ρ0
及
ρ−
所表示。除了π介子及K介子，ρ介子是最輕的強相互作用粒子，三種態的質量都大概在770 MeV左右。
ρ+
及
ρ0
間應該有一個小的質量差，是由粒子自身的電磁能所造成的，同時輕夸克質量所造成的同位旋破缺也會帶來一點的質量差；然而，現時的實驗指出這樣的質量差差額上限為0.7 MeV。
ρ介子的壽命很短，其衰變寬度約為145 MeV，還有很奇怪的一點是，ρ介子的共振寬度並不能用布萊特-維格納分佈(Breit-Wigner distribution)來描述。ρ介子主衰變模式的產物為一對π介子，其分支比達99.9%。
在重子的德·魯胡拉-喬吉-格拉肖描述(De Rujula-Georgi-Glashow description)中，ρ介子可被視為夸克與反夸克的束縛態，同時也是π介子的受激版本。跟π介子不一樣的是，ρ介子的自旋j=1（向量介子），而且質量要大很多。π介子和ρ介子的質量差，是來自夸克與反夸克間一股大的超精細相互作用。但德·魯胡拉-喬吉-格拉肖描述則用意外來解釋這質量差，而不是手性對稱破缺，因此這點也成為了反對該描述的主要根據。
ρ介子可被視為自發破缺規範對稱的規範玻色子，具有突現的局部特點（從QCD而來）。注意破缺的規範對稱（也叫隱藏局部對稱），與作用於味的總體手性對稱是有區別的。哈沃德·喬吉在他的一篇論文《手性對稱的向量極限》中，就有描述這一點，論文中他還把大部份有關隱藏局部對稱的文獻，歸入非線性σ模型。
ρ介子是規範玻色子的這個觀點，最近被一套叫AdS/QCD的理論方案所強化，該方案應用了從弦理論衍生的AdS/CFT。在這套方案中，有一片小的外加度，叫反德西特空間（anti de Sitter space）。總體味對稱被提昇為五度的規範對稱“向量極限”，而這一對稱會在空間的邊界破缺成同位旋。ρ介子是五度空間中最輕的卡魯扎-克萊因共振態。這套方案的好處是，能夠對ρ介子的相互作用作出量化預測。這些預測的誤差一般都在10%以內。對於這種五度空間描述是否還具有微擾控制，這一點仍存在疑問，因此是現行研究的活躍課題。在概念上，AdS/QCD方案原則上與《手性對稱的向量極限》很接近。如果把第五度空間解構，就會得出一套有效場論，與“向量極限”所描述的很像。
| 粒子名稱  | 粒子 符號 | 反粒子 符號 | 內含 夸克                                                                | 靜止質量 (MeV/c2) | IG | JPC | S | C | B' | 平均壽命 (s)     | 一般衰變產物 （>所有衰變的5%） |
| --------- | --------- | ----------- | ------------------------------------------------------------------------ | ----------------- | -- | --- | - | - | -- | ---------------- | ------------------------------ |
| 帶電ρ介子 | ρ+ (770)  | ρ− (770)    | u d                                                                      | 775.4±0.4         | 1+ | 1−  | 0 | 0 | 0  | ~4.5×10−24[a][b] | π± + π0                        |
| 中性ρ介子 | ρ0 (770)  | ρ0 (770)    | {\displaystyle \mathrm {\tfrac {u{\bar {u}}-d{\bar {d}}}{\sqrt {2}}} \,} | 775.49±0.34       | 1+ | 1−− | 0 | 0 | 0  | ~4.5×10−24[a][b] | π+ + π−                        |

[a] ^  粒子數據小組的報告中寫的是共振寬度(Γ)。轉換式為τ = ħ⁄Γ，可得上述壽命τ，其中ħ為約化普朗克常數。

[b] ^  實際數值取決於所用的測量方法。詳見參考資料。